# 絲姬
絲姬（日语：〔〕／ Itohime；1571年—1645年8月11日）是福冈藩初代藩主黑田长政的元配，关原之战前离异。父蜂須賀正勝，异母兄蜂須賀家政。母为鸟井越中守之女白雲院。

## 人物生平
絲姬出生于尾張国（或者大坂）。于天正12年（1584年）与长政结婚（一般说法她是以丰臣秀吉的養女的身份嫁给长政的但这个说法无法确认是否正确）。庆长2年（1597年）生下长政的长女菊子。
在关原之战爆发之前，长政根据徳川家康的意思（婚姻政策）与絲姬离婚，改迎德川家康的异母妹与保科正直的女儿荣姬为正室。离婚后，絲姬回到娘家蜂须贺家所在的领国阿波国独自一人生活，于正保2年（1645年）74岁时死去。戒名宝珠院殿桃溪僊公尼大姊。墓所在今日本德岛市桃溪山临江寺。
与长政所生的女儿菊子后来嫁给黑田家的谱代家臣井上之房之子井上庸名。

## 軼事
自絲姬離異後，蜂須賀家和黑田家絕交，形成「不通大名」，兩家直至127年後（享保12年，1727年）才和解。

## 登場作品
- 軍師官兵衛（NHK大河剧、2014年） 演：高畑充希

## 脚注
1. ↑  《黒田家譜》
2. ↑  《月刊歴史読本》2014年3月号
3. ↑  國立國會圖書館. . レファレンス協同データベース.   [2023-10-23] （日语）.